# Arracacia schiedei
Arracacia schiedei är en flockblommig växtart som först beskrevs av H.Wolff, och fick sitt nu gällande namn av Mildred Esther Mathias och Lincoln Constance. Arracacia schiedei ingår i släktet Arracacia och familjen flockblommiga växter. Inga underarter finns listade i Catalogue of Life.